# Kuros

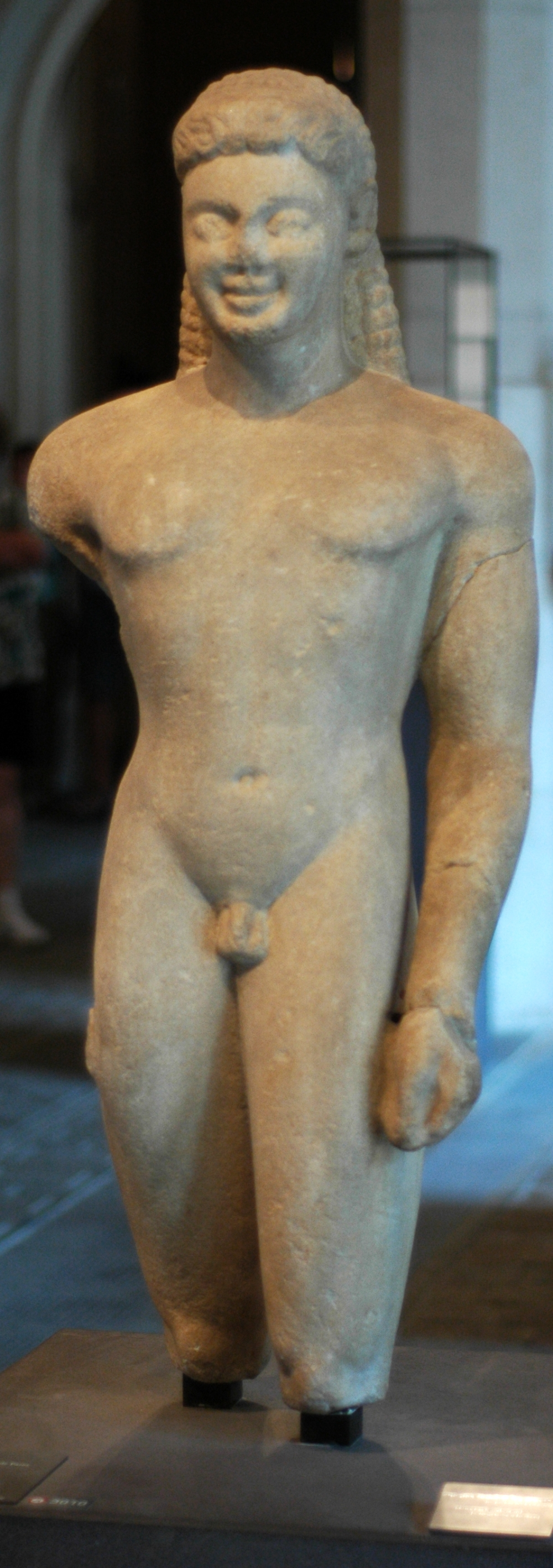
Kuros z asklepiejonu na Paros, ok. 540 p.n.e. (obecnie w zbiorach Luwru)

Kuros (stgr. κοῦρος – młodzieniec) – typ posągu w sztuce starożytnej Grecji, charakterystyczny dla archaicznej rzeźby monumentalnej.
Przedstawia stojącego, nagiego młodego mężczyznę z falistymi włosami i zagadkowym uśmiechem („archaiczny uśmiech”) na twarzy, z rękami opuszczonymi wzdłuż ciała lub zgiętymi w łokciach, a lewą nogą lekko wysuniętą naprzód. W ówczesnej sztuce stanowi męski odpowiednik kory. Te statyczne wyobrażenia powstawały na obszarze Grecji kontynentalnej, wysp egejskich i pobrzeża małoazjatyckiego od końca VII wieku p.n.e. Pierwowzorem były prawdopodobnie posągi egipskie naśladowane już w VIII stuleciu p.n.e. w wytworach drobnej greckiej plastyki z brązu. 

## Cechy kompozycji
Rzeźby te mają  zwartymi, zamkniętymi, blokowymi bryłami o frontalnej ekspozycji. Postać o charakterze statycznym, utrzymana jest w sztywnej, lekko wykrocznej pozie. Dłonie są zaciśnięte w pięści, twarze mają wyraz bezosobowy i wygląd ponadczasowej młodości. Przypominają egipski kanon ludzkich przedstawień, gdyż w okresie archaicznym Grecja uległa wpływom sztuki Egiptu i Bliskiego Wschodu. Figury wykonane z miękkiego kamienia, marmuru i niekiedy z brązu, mają wysokość od kilkudziesięciu centymetrów do ponad 3 metrów. W VI wieku p.n.e. pojawia się pewne psychiczne ożywienie postaci dzięki wprowadzeniu tzw. archaicznego uśmiechu. Dochodzi wtedy również do rozbudowania konwencjonalnej kompozycji, czego przykład stanowi Moschoforos – rzeźba przedstawiająca młodzieńca niosącego cielę. Widoczny jest w niej przejaw zerwania z symetrią typową dla wyobrażeń kurosów.

## Tendencja dorycka i jońska
Liczne, naturalnej wielkości posągi wykonywały w VI wieku p.n.e. zarówno doryckie warsztaty rzeźbiarskie (np. Kleobis i Biton dłuta Polimedesa), czynne na terytorium Grecji właściwej i Wielkiej Grecji, jak i pracownie jońskie (np. Kuros z Melos, ok. 550-540 p.n.e.), działające na wyspach Morza Egejskiego i wybrzeżach Azji Mniejszej. Maniery opracowania postaci kurosów w tych warsztatach były różne. Jedne były bardziej krępe, masywne, o zwartym ciele (tendencja dorycka), inne miały smukłe, delikatnie opracowane ciała (tendencja jońska).

## Przeznaczenie
Początkowo mylnie utożsamiane wyłącznie z wyobrażeniami Apollina), faktycznie poświęcone były bóstwu, stanowiąc jedynie dar wotywny. Nagie postaci młodzieńców świadczą o zainteresowaniu pięknem ludzkiego ciała. Ponadczasowa młodość i uogólnione rysy twarzy są wynikiem dążenia do osiągnięcia idealnego piękna. Są to wzorce postaci ludzkiej, nie zaś portrety konkretnych osób. Kurosy stawiane w pobliżu świątyń upamiętniały zwycięzców igrzysk sportowych, umieszczane na grobach były substytutem zmarłego.

## Wybrane przykłady
- Kuros z Nowego Jorku, ok. 580-590 p.n.e.
- Kuros z Dipylonu, kon. VII w. p.n.e., Ateny
- Kuros z Sunion, ok. 590 p.n.e., Ateny
- Apollo z Tenei, ok. 550 p.n.e., Monachium
- Kuros z Anawisos, ok. 530 p.n.e., Ateny
- Kleobis i Biton, ok. 600-580 p.n.e., Delfy